# Філіп Людвіг Зейдель
Філіп Людвиг фон Зе́йдель (нім. Philipp Ludwig von Seidel; 24 жовтня 1821, Цвайбрюккен — 13 серпня 1896, Мюнхен) — німецький математик та астроном. Один з піонерів фотометрії зірок та автор ітераційного методу розв'язання системи лінійних алгебраїчних  рівнянь.

## Біографія
Народився у 1821 році в родині службовця поштового відомства, в зв'язку з чим родина постійно змінювала місце проживання. Навчався в Берлінському університеті (1840—1842), Кенігсберзькому університеті (Альбертіні) (1842—1843) та Мюнхенському університеті, де в 1846 році здобув докторський ступінь (в сучасній градації відповідає ступеню кандидата наук) захистивши дисертацію «Про кращу форму дзеркал в телескопах» (нім. «Über die beste Form der Spiegel in Teleskopen»). Вже через шість місяців, пройшовши габілітацію та представивши дисертацію «Про дослідження умов збіжності та розбіжності ланцюгових (неперервних) дробів» (нім. «Untersuchungen über die Konvergenz und Divergenz der Kettenbrüche») вже з математики, а не з астрономії, став приват-доцентом університету. 
В 1851 році призначений екстраординарним професором, а в 1855 році — професором Мюнхенського університету. Одночасно з цим у 1851 році був обраний членом-кореспондентом Баварської академії наук, а в 1861 році став дійсним членом цієї академії. З 1879 по 1882 рік був директором обсерваторії в Богенхаузене. Рано вийшов у відставку через хворобу очей.
Серед студентів Зейделя в Мюнхенському університеті був Макс Планк, який за власними спогадами багато чому навчився у свого викладача. 

## Науковий здобуток
Працював у галузі математики та астрономії. В 1856 створив теорію монохроматичних аберацій оптичних систем третього порядку]]. У 1865-1866 роках на основі теорії Зейделя Адольфом Гуго Штейнгейлем (сином німецького оптика і засновника оптичного заводу Карла Августа Штейнгейля) був розрахований і побудований портретний об'єктив-апланат, який широко використовувався фотографами наприкінці XIX і на початку ХХ ст.
Використовуючи  фотометр К.А. Штейнгейля, проводив астрономічні спостереження з метою визначення яскравості зірок і в 1863 опублікував працю «Результати фотометричних вимірювань 208 головних нерухомих зірок», яка являла собою перший фотометричний зоряний каталог, що має наукове значення . Крім цього, визначав яскравість великих планет, а також вивчав поглинання світла земною атмосферою.
У царині чистої математики праці Зейделя стосуються, переважно, теорії рядів та інших об'єктів математичного аналізу. В 1874 році опублікував роботу, в якій  запропонував ітераційний метод вирішення системи лінійних алгебраїчних  рівнянь (СЛАР), сьогодні відомий як Метод Гауса - Зейделя.

## Пам'ять
В 1970 році Міжнародний астрономічний союз присвоїв ім'я Філіпа Зейделя кратеру на зворотному боці Місяця.

## Науковий здобуток
- 1846 «Über die beste Form der Spiegel in Teleskopen», Diss.
- 1847 «Untersuchungen über die Konvergenz und Divergenz der Kettenbrüche», Habilitationsschrift.
- 1848 Carl August von Steinheil und Philipp Ludwig von Seidel, Tafeln zur Reduction von Wägungen, mit einer Beilage, in: Gelehrte Anzeigen, hg. von den Mitgliedern der k. Bayerischen Akademie der Wissenschaften, 1848, Bd. 26, S. 301—308.
- 1852 «Untersuchungen über die gegenseitigen Helligkeiten der Fixsterne erster Größe und über die Extinction des Lichtes in der Atmosphäre. Nebst einem Anhange über die Helligkeit der Sonne verglichen mit Sternen, und über die Licht reflektierende Kraft der Planeten», in: Denkschriften der Bayerischen Akademie der Wissenschaften, Bd. 28, S. 539—660. (Digitalisat)
- 1857 «Ueber die Theorie der Fehler, mit welchen die durch optische Instrumente gesehenen Bilder, behaftet sind, und über die mathematischen Bedingungen ihrer Aufhebung.», in: Abhandlungen der naturwissenschaftlich-technischen Commission bei der Königl. Bayerischen Akademie der Wissenschaften in München, Nr. 1. (1857) 227—267
- 1859 «Untersuchungen über die Lichtstärke der Planeten Venus, Mars, Jupiter und Saturn».
- 1863 «Resultate photometrischer Messungen an 208 der vorzüglichsten Fixsterne», in: Denkschriften der Bayerischen Akademie der Wissenschaften, Bd. 34, 3. Abteilung, S. 419—610. (Digitalisat)
- 1866 zusammen mit Eugen Leonhard, Helligkeitsmessungen an 208 Fixsternen mit dem Steinheil'schen Photometer in den Jahren 1852—1860, in: Denkschriften der Bayerischen Akademie der Wissenschaften, Bd. 37, 1. Abteilung 1866, S. 201—319. (Digitalisat)
- 1867 Ein Beitrag zur Bestimmung der Grenzen der mit der Wage gegenwärtig erreichbaren Genauigkeit, in: Sitzungsberichte der k. Bayerischen Akademie der Wissenschaften zu München, Sitzung am 6. Juli, Jg. 1867, Bd. II, S. 231—246.
- 1871 Ueber eine Darstellung des Kreisbogens, des Logarithmus und des elliptischen Integrales erster Art durch unendliche Producte., 1871, Journal für die reine und angewandte Mathematik, S. 273—291
- 1871 Ueber eine eigenthümliche Form von Functionen einer complexen Variabeln und über transcendente Gleichungen, die keine Wurzeln haben., 1871, Journal für die reine und angewandte Mathematik, S. 297—304
- 1874 Über ein Verfahren, die Gleichungen, auf welche die Methode der kleinsten Quadrate führt, sowie lineare Gleichungen überhaupt, durch successive Annäherung aufzulösen, Abhandlungen der Mathematisch-Physikalischen Klasse der Königlich Bayerischen Akademie der Wissenschaften. Band 11, III. Abtheilung, S. 81-108, 1874 (Digitalisat)